# Лагутники

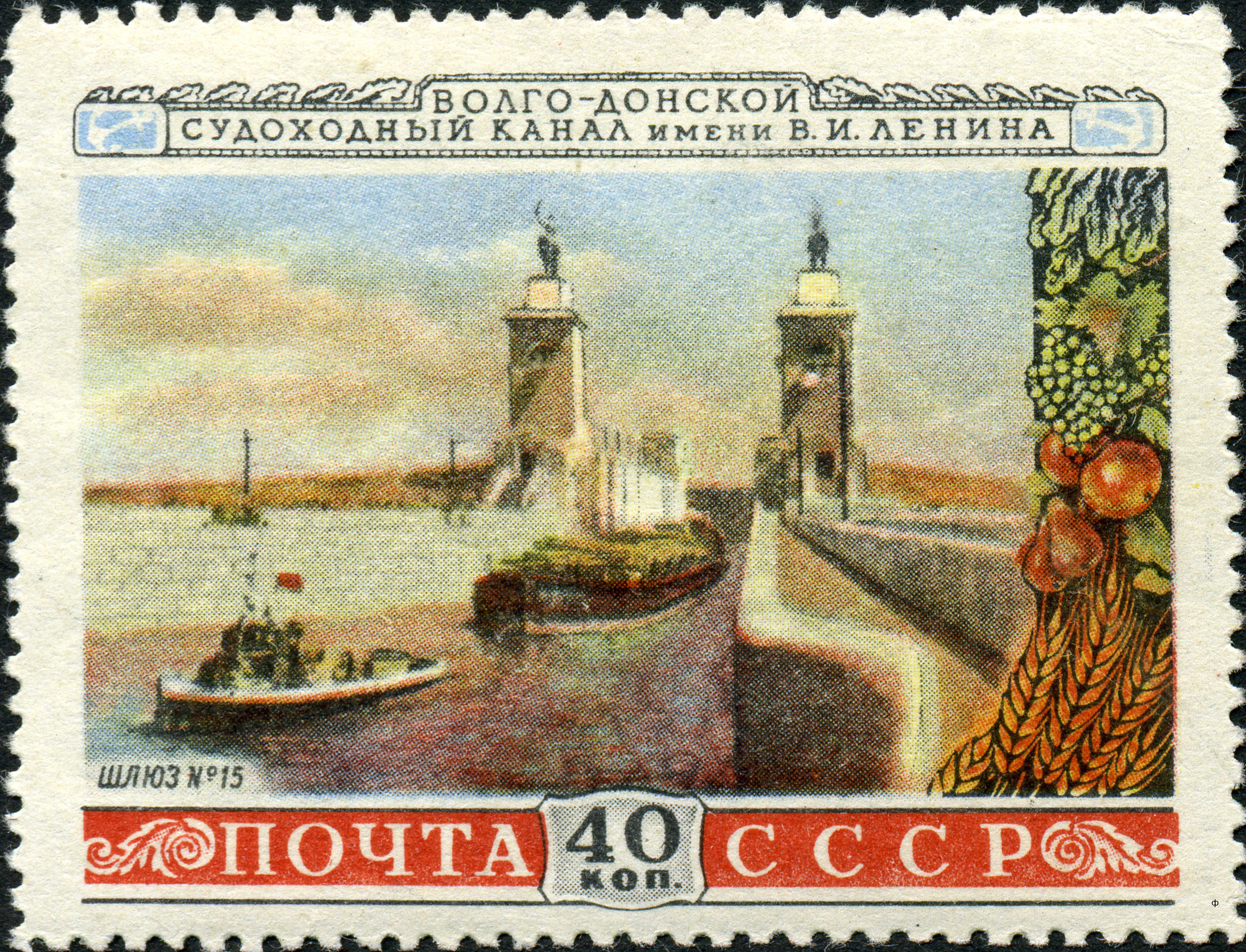
Марка СССР (1953):
Шлюз № 15

Лагу́тники — хутор в Волгодонском районе Ростовской области.
Входит в состав Романовского сельского поселения.

## История
Населенный пункт возник на месте посёлка Романовской МТС в ходе строительства Цимлянской ГЭС. На место МТС были переселены все жители хутора Лагутники, а также часть жителей хуторов Богучаны и Лог.

## Население
| 1989 | 2002  | 2010  |
| ---- | ----- | ----- |
| 1243 | ↗1658 | ↗2025 |

## Улицы
| - пер. Донской, - пер. Технический, - пер. Школьный, - пер. Юбилейный, - ул. Гагарина, - ул. Комарова, - ул. Кооперативная, | - ул. Ленина, - ул. Луговая, - ул. Молодёжная, - ул. Первомайская, - ул. Спортивная, - ул. Степная. |

## Достопримечательности
Рядом с хутором ведутся раскопки древних курганов.